# Нагеле
Нагеле (нід. Nagele) — село в Нідерландах, у муніципалітеті Нордостполдер, провінція Флеволанд. Розташоване за 10 км на південь від адміністративного центру муніципалітету — міста Еммелорд. До Нагеле адміністративно відноситься також присілок Схоккерхавен, розташований за 4 км на південний схід від Нагеле, на березі затоки Кетелмер.
Станом 2017 рік у Нагеле мешкали 1 915 осіб (990 чоловіків і 925 жінок) у 810 домогосподарствах. Площа територій, підпорядкованих селу становить 50,39 км², з яких суходол займає 50,06 км², водна поверхня — 0,33 км².

## Походження назви
Село Нагеле назване на честь острова Нагеле, який колись розташовувався між островами Урк і Схокланд, і вперше згадується у 1138 році. Острів був затоплений у середні віки. Етимологія топоніма досі неясна.
Німецький історик Вальтер Шьонфельд припускає, що острів Нагеле — це острів Накала (Nakala), який згадується у дарчій грамоті короля Оттона I у 966 році. Також існує імовірність, що саме острів Нагеле згадується в «Історії» Тацита під назвою Набалія (Nabalia).

## Історія
Після осушення Зейдерзе і створення польдеру Нордостполдер на початку 1940-х років, почалося заселення новостворених територій. Для поселенців будували нові поселення, плани яких розроблялися нідерландськими архітекторами. План села Нагеле розробили у 1950-х роках архітектори з модерних архітектурних груп De Acht і Opbouw, серед яких були Корнеліс ван Естерен, Алдо ван Ейк, Герріт Рітвельд. При проектуванні архітектори-модерністи зуміли реалізувати деякі зі своїх ідей, на відміну від більшості інших населених пунктів Нордостполдера, зведених у традиційному стилі делфтської архітектурної школи. Фінальний дизайн презентували Алдо ван Ейк і група De Acht на Міжнародному конгресі сучасної архітектури у 1956 році.
Нагеле став останнім із десяти проектованих сіл Нордостполдера, тому було вирішено не будувати тут будинки для робітників, а стимулювати фермерів з навколишніх територій переселятися до Нагеле. Також до нового села запрошувалися переселенці з навколишніх муніципалітетів, які мали змогу орендувати будинок у Нагеле.
За проектом в Нагеле мали звести 300 житлових будинків, 3 церкви, 3 початкові школи, поштамт, готель, пожежну станцію, кафетерії, поліклініку, спортивний майданчик, басейн і бізнес-центр. За задумкою Алдо ван Ейка, село мало будуватися за трьома принципами:
- не-ієрархічна організація, змішання різних соціальних груп;
- наявність захисної лісосмуги навколо села;
- зелена зона в центрі.

Ці принципи, хоч і не в повному обсязі, були втілені в життя. Дорожній трафік був організований по східному і південному кордонам села, громадські служби розташовані в центрі. Житлові будинки зводилися смугами, з переважною орієнтацією на схід і захід для оптимальної інсоляції. Житлова забудова формувалася окремими кварталами, у середині яких були зелені зони.
У сучасному Нагеле діють супермаркет, аматорський футбольний клуб VV Nagele та низка локальних сервісів.

## Транспорт

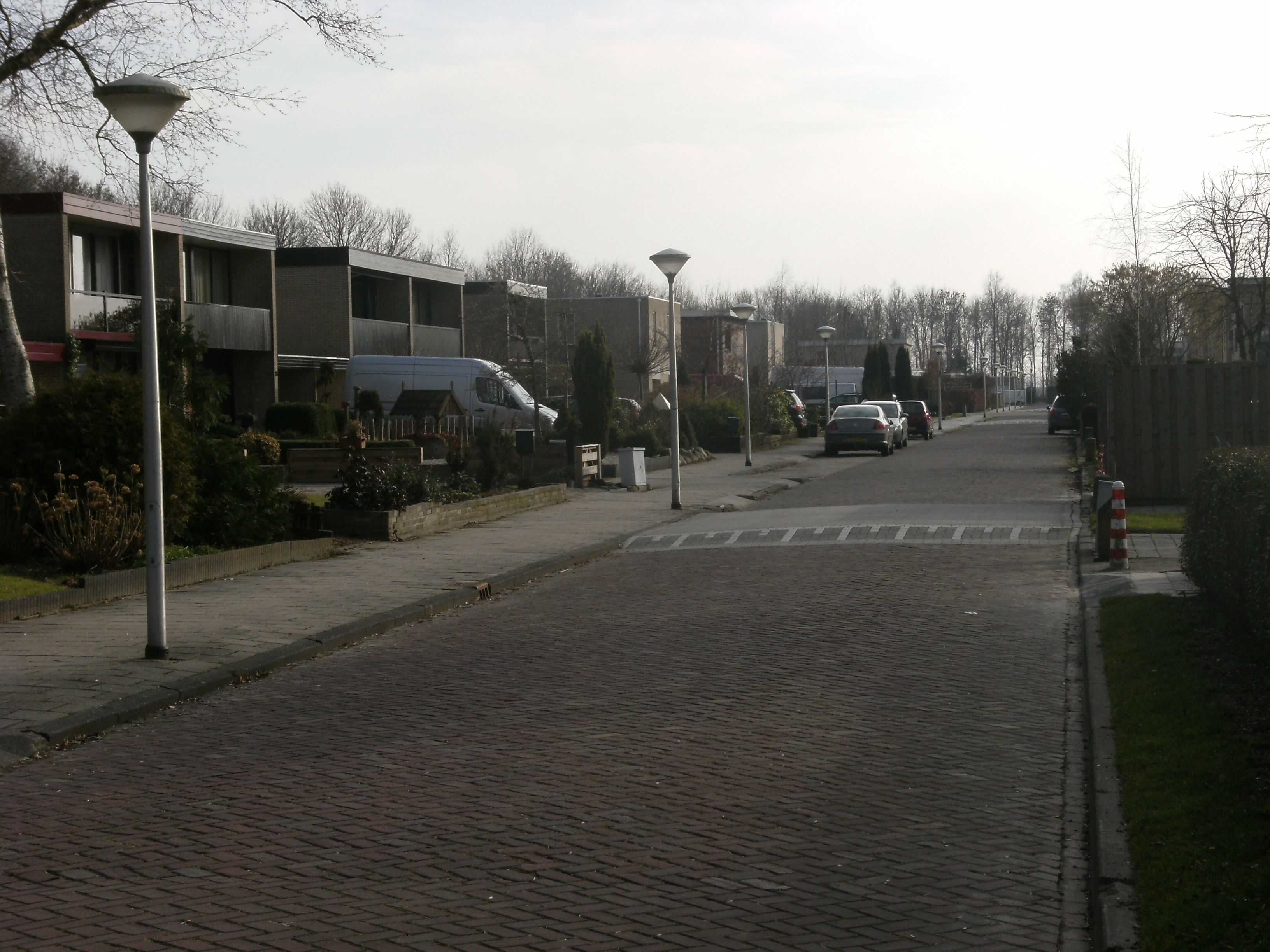
Одна з вулиць села

Село розташоване на перетині провінційних доріг N713 (до Толлебека) і N716 (до Еммелорда). Також через Нагеле проходить регіональний автошлях N352, який сполучає село з Краггенбюргом, Енсом та муніципалітетом Урк, а також має з'їзд на автостраду А6, яка пролягає по території Флеволанда і з'єднує провінцію Фрисландія та місто Амстердам.
У Нагеле, як і в інших населених пунктах муніципалітету Нордостполдер, відсутнє залізничне сполучення. Найближчі залізничні станції розташовані у сусідніх містах Кампен і Лелістад.
Громадський транспорт представлений автобусним маршрутом № 146, що сполучає Нагеле із Еммелордом, Свіфтербантом і Дронтеном.

## Культура
В Нагеле діє краєзнавчий музей, де представлена історія будівництва села. Музей розташований у приміщенні колишньої римо-католицької церкви, зведеної архітекторами Тео Теном і Томасом Ніксом.
На території Нагеле розташовані 3 національні пам'ятки — це будівлі трьох шкіл, зведених архітектором Алдо ван Ейком, та 1 пам'ятка місцевого значення — реформатська церква Samen Op Weg, зведена у 1959—1960 роках архітекторами Якобом Бакема і Йо ван ден Бруком.